# Anker Kihle
Anker Kihle  (Skien, 1917. április 19. – Skien, 2000. február 1.) norvég labdarúgókapus.